# Charif Damage
Charif Ibrahim Damage (ur. w 1921) – libański zapaśnik walczący w stylu klasycznym. Olimpijczyk z Londynu 1948, gdzie zajął czwarte miejsce w kategorii do 67 kg.
Ósmy na mistrzostwach świata w 1950. Wicemistrz igrzysk śródziemnomorskich w 1951 roku.

## Letnie Igrzyska Olimpijskie 1948
| Konkurencja          | Rundy eliminacyjne  | Rundy eliminacyjne      | Rundy eliminacyjne  | Rundy eliminacyjne       | Rundy eliminacyjne   | Rundy eliminacyjne     | Klas. końcowa |
| Konkurencja          | Przeciwnik I        | Przeciwnik II           | Przeciwnik III      | Przeciwnik IV            | Przeciwnik V         | o 3. miejsce           | Miejsce       |
| -------------------- | ------------------- | ----------------------- | ------------------- | ------------------------ | -------------------- | ---------------------- | ------------- |
| 67 kg styl klasyczny | Luis Rosado (ARG) Z | Abraham Kurland (DEN) Z | Ahmet Şenol (TUR) Z | Jeorjos Petmezas (GRE) Z | Aage Eriksen (NOR) P | Károly Ferencz (HUN) P | 4.            |